# 弦楽四重奏曲第10番 (モーツァルト)
弦楽四重奏曲第10番 ハ長調 K. 170 は、ヴォルフガング・アマデウス・モーツァルトが1773年に作曲した弦楽四重奏曲。6曲ある『ウィーン四重奏曲』のうちの3曲目であり、『ウィーン四重奏曲第3番』とも呼ばれる。

## 概要
本作は1773年8月にウィーンで作曲された6曲の『ウィーン四重奏曲』の3曲目の作品であり、実験的な意欲が顕著に見られる作品である。楽章の配列が変わっており、第1楽章（変奏曲）がアンダンテで始まる形となっている。また、モーツァルトはメヌエットの後にもう一度アダージョを挟んで、緩徐楽章を2つにしている。

## 曲の構成
全4楽章、演奏時間は約14分。
- 第1楽章 主題と変奏：アンダンテ
ハ長調、4分の2拍子、変奏曲形式。
- 第2楽章 メヌエット - トリオ
ハ長調、4分の3拍子。
- 第3楽章 ウン・ポコ・アダージョ
ト長調、4分の3拍子、三部形式。
- 第4楽章 ロンドー：アレグロ
ハ長調、4分の2拍子、ロンド形式。